# Fedor Degen
Ernst Fedor Alexander Degen (* 1814; † 21. September 1882 in Technitz) war ein deutscher Apotheker und Friedensrichter. Für seine bleibenden Verdienste um den Wiederaufbau der fast vollständig abgebrannten Berg- und Exulantenstadt Johanngeorgenstadt wurde er zum Ehrenbürger ernannt.

## Leben und Wirken
Degen wirkte als niedergelassener Apotheker in Johanngeorgenstadt und war dort viele Jahre als Bürgermeister und Friedensrichter tätig, bevor er als Direktor der Bezirksanstalt nach Technitz bei Döbeln berufen wurde.
Von 1852 bis 1858 war er der erste Vorsitzende des neu gebildeten Revierausschusses Johanngeorgenstadt.
1868 wurde er Grubenvorstand von Unverhofft Glück an der Achte bei Antonsthal. 1881 wurde er zum dritten Mitglied der Johanngeorgenstädter vereinigten Bergrevier ernannt.

## Ehrungen
- 1870: Ehrenbürger von Johanngeorgenstadt
- Ritter II. Klasse des Königlich Sächsischen Verdienstordens
- Ehrengrab auf dem Friedhof von Johanngeorgenstadt